# Такаянаги, Дзюсин
Дзюсин Такаянаги (яп. 高柳 重信 Такаянаги Дзюсин, 1923 — 1983) — японский поэт хайку. Наряду с Тотой Канэко считается лидером авангардного направления в современном хайку. Настоящее имя Сигэнобу Такаянаги (чтение имени Дзюсин стал использовать, подписывая свои работы).

## Жизнь и творчество
Родился в Токио в районе Коисикава (современный Бункё) в семье поэта хайку, выходца из префектуры Гумма, в разное время работавшего инженером в Министерстве финансов и подрядчиком строительных работ, а после войны занимавшегося издательским делом. Первые свои работы Такаянаги опубликовал в выпускавшемся отцом журнале хайку «Сюнран» (яп. цимбидиум). 
В 1940 году поступил на юридический факультет университета Васэда. Там же вступил в университетский кружок хайку. Занимался под началом Какио Миядзавы. После окончания войны некоторое время работал в НИИ при заводе тяжелого машиностроения. 
В 1958 году вместе с поэтами Какио Миядзавой, Кои Нагатой и другими участвовал в создании журнала «Хайку хёрон» (俳句評論). Подверг изменению каноническую форму хайку, став записывать стих в несколько строк (в последние годы жизни, однако, вернулся к использованию классической однострочной записи в некоторых своих работах, публиковавшихся под другим именем). Новаторство не свелось лишь к форме: поэзия Такаянаги отличалась сложностью и многослойностью метафор и свободой в использовании языка.
Помимо основания «Хайку хёрон», редактировал журнал «Хайку кэнкю». Способствовал популяризации современного хайку и открытию новых талантов. Так, именно Такаянаги были замечены впервые такие авторы, как Юкихико Сэццу и Банъя Нацуиси.
Посмертно было издано трёхтомное полное собрание сочинений Такаянаги.